# 竜飛警備所
座標: 北緯41度15分26秒 東経140度20分39秒 / 北緯41.25722度 東経140.34417度

津軽海峡周辺の海自（◆）・空自基地（▲）。1-松前警備所、2-松前警備所白神支所、3-竜飛警備所、4-函館基地隊、5-大湊基地、6-下北海洋観測所、7-車力分屯基地、8-大湊分屯基地

竜飛警備所（たっぴけいびじょ）は海上自衛隊の組織のひとつ。横須賀地方隊函館基地隊隷下にあり、津軽海峡対岸の松前警備所と対になり、津軽海峡を通航する艦船の警戒・監視にあたる。施設所在地は青森県東津軽郡外ヶ浜町字三厩龍浜54。1953年9月16日に海上自衛隊の前身である警備隊において、大湊地方隊の設置と共に開所した。
| 竜飛崎。画面中央にレーダー施設の一部が見える。 |  | 展望台からの様子 レーダーなど機器が並び、その先に北海道が見える（2007年10月） |
| 竜飛崎。画面中央にレーダー施設の一部が見える。 |  | 展望台からの様子 レーダーなど機器が並び、その先に北海道が見える（2007年10月） |

## 概要
津軽海峡は日本海と太平洋を結ぶ国際海峡として重要であり、軍事上のチョークポイントともなっている。仮想敵国の1つであるソ連/ロシア艦船などが通航することもあり、それらの警戒監視のために編成された。陸上固定施設であり、海峡を望む竜飛崎そばの高台（北緯41度15分33秒 東経140度20分32秒 / 北緯41.25917度 東経140.34222度）にレーダーなどの監視機器を設置している。施設設置場所は、かつて旧陸軍の津軽要塞のあった場所であり、竜飛崎砲台や海軍監視所と同所でもある。